# نومينت يوكه
نومينت يوكه نومينت UK هو اسم نطاق التسجيل uk. في المملكة المتحدة، والتي أسسها الدكتور ويلي بلاك وخمسة آخرين في 14 أيار عام 1996 عندما سلفها، «تسمية اللجنة» لم تكن قادرا على التعامل مع حجم التسجيلات ثم يجري البحث عنهم تحت uk. النطاق. نومينت هي شركة غير ربحية محدودة بالضمان. لديها أعضاء يعملون كمساهمين، ولكن بدون حق المشاركة في أرباح الشركة. يمكن لأي شخص أن يصبح عضوا، ولكن معظم الأعضاء هم مزودو خدمة الإنترنت الذين هم أيضا مسجلين. باعتبارها واحدة من أولى مشغلي النطاق العلوي لترميز الدولة الاختصاصي، أصبحت نومينت نموذجًا للعديد من المشغلين الآخرين في جميع أنحاء العالم.
لا يرغب العملاء الراغبون في تسجيل نطاق في الاتصال بـ نومينت مباشرة ولكنهم يسجلون النطاق عبر مسجل النطاق - وهو كيان تجاري مفوض من قبل نومينت لتسجيل وإدارة نطاقات uk. نيابة عن العملاء. كانت مسجلات نطاقات uk. تُعرف سابقًا باسم «حاملي العلامات».
اعتبارًا من عام 2019، احتفظ سجل uk. بأكثر من 12000.000 اسم نطاق uk، مما جعله رابع أكبر نطاق علوي لترمية الدولة في العالم. تتعامل نومينت أيضًا مع النزاعات حول تسجيل أسماء نطاقات uk. عبر خدمة حل النزاعات التي تشبه نظام UDRP المستخدم لأسماء نطاقات المستوى الأعلى العامة، ولكن مع بعض الابتكارات مثل خدمة الوساطة المجانية.
أطلقت نومينت، التي تدير نطاق uk، مؤسسة خيرية، نومينت ترست، ممولة بمنح نومينت.

## التاريخ
تمتلك معظم البلدان نطاق المستوى الأعلى الخاص بها. تم استخدام uk. TLD لأول مرة في عام 1985،  وفي ذلك الوقت، قامت مجموعة تطوعية تسمى «لجنة التسمية» بإدارة تسجيل أسماء نطاقات uk.. يتألف هذا من أعضاء لينكس كأعضاء كاملي العضوية (مزودي خدمات الإنترنت الرئيسيين في المملكة المتحدة)، وبائعيهم كأعضاء ضيوف. بحلول منتصف التسعينات، انضم مزودو خدمة الإنترنت (ISPs) الذين سجلوا النطاقات لعملائهم من قبل سلالة جديدة من المتخصصين في أسماء النطاقات الذين لديهم موقف ريادي من أسماء النطاقات. قامت لجنة التسمية بتشغيل مجموعة قواعد أجبرت جميع عمليات تسجيل الأسماء على «مطابقة» مطابقة تمامًا مع اسم الشركة المسجلة، كما اقتصرت جميع الشركات على اسم نطاق واحد. على الرغم من أن هذه القواعد لم تكن استثنائية في ذلك الوقت (عملت نيتورك سولوشن سياسة مماثلة في الولايات المتحدة)، إلا أن نمو الإنترنت التجاري سرعان ما وضع هذه القيود في بؤرة التركيز. مع نمو الطلب على تسجيلات أسماء النطاقات، أصبح من الواضح أن المجموعة التطوعية لم تعد قادرة على التعامل مع حجم التسجيلات المطلوبة. كما أصبح من الواضح أن القواعد الحالية لم تكن مستدامة وأن لجنة التسمية ستنهار تحت ضغط التسجيلات.

### ولادة نومينيت
عندما أصبح من الواضح أن هناك حاجة إلى منظمة جديدة ذات نهج جديد لإدارة uk. TLD. وقد تحولت القائمة البريدية للجنة التسمية إلى مجموعة نقاش حول قضايا اسم النطاق والعديد من المناقشات حول نوع الشركة التي يجب أن يتم الاحتفاظ بها في السجل. وفي الوقت نفسه، في أكرينا، كان الدكتور ويلي بلاك وجون كاري يراقبون الوضع وفي عام 1996 كتب جون كاري خطة مقترحة لمنظمة جديدة تسمى نومينت. تم توزيع هذا على نطاق واسع، وعقد أول اجتماع نوميني في فندق في مطار هيثرو في 11 أبريل 1996.
تم رفض خيارات إنشاء شركة ربحية أو مؤسسة خيرية، وتم تأسيس نومينت في 14 مايو 1996 كشركة عضوية خاصة غير ربحية، محدودة بالضمان. في حين كانت هذه الخطوة شائعة بشكل عام، كانت هناك مقاومة قوية من بعض أجزاء الصناعة. على الرغم من تشكيله مع مجلس يتألف من ويلي بلاك (الذي أصبح أول رئيس تنفيذي للشركة الجديدة)، وجون كاري والمؤسسون الأربعة الذين تم اختيارهم من صناعة الإنترنت، تم إجراء الانتخابات من قبل العضوية الجديدة التي أسفرت عن أول أعضاء مجلس الإدارة المنتخبين للإشراف على نمو صناعة أسماء النطاقات في المملكة المتحدة.

### أسماء نطاقات ما قبل نومينت
تمت دعوة نقل النطاقات إلى مسجلي الشركة المشكّلة حديثًا للنطاقات الحالية للموافقة على شروط وأحكام نومينت الجديدة. كانت هناك عدة شكاوى من أصحاب نطاقات ما قبل نومينت يعترضون على الحاجة إلى البدء في الدفع مقابل شيء كان مجانيًا في السابق.
كان للعديد من أسماء نطاقات ما قبل نومينت معلومات اتصال قليلة أو معدومة، ونتيجة لذلك كان من الصعب تحديد ملكية أسماء النطاقات. تدير نومينت مشروعًا داخليًا (مشروع بري نوم) لإزالة أسماء نطاقات ما قبل نومينت المتبقية، بحيث تكون جميع أسماء النطاقات خاضعة لشروط وشروط نومينت الجديدة.
سرعان ما أدركت شركة نومينت أن عليها العمل بجد لحماية كل من المعلومات التي تحتفظ بها والوضع القانوني لمالكي الملكية الفكرية وأصحاب العلامات التجارية.

### القضايا الهيكلية
جلب نجاح نومينت معه عددًا من المخاوف الهيكلية. بمرور الوقت، قامت ببناء احتياطيات نقدية كبيرة. في عام 1999، ترشح المرشحون لمجلس الإدارة على منصة مشابهة لمحاولات «تغليف السجاد» مع مجتمعات البناء المتبادل. بينما هُزم هذا بشكل كامل، بقي الجدل حول احتياطياته النقدية.

## التسجيل

### نطاقات المستوى الأعلى
تدير نومينت تسجيل نطاقات المستوى الأعلى التالية:
- uk. - نطاق المستوى الأعلى للمملكة المتحدة
- cymru. - نطاق المستوى الأعلى لويلز
- wales. - نطاق المستوى الأعلى لويلز

### نطاقات المستوى الثاني تدار من قبل نومينت
تدير نومينت نطاقات المستوى الثاني التالية:
- co.uk. - غير مقيد، مخصص للشركات
- org.uk. - غير مقيد، مخصص للمنظمات غير الربحية
- net.uk. - مخصص حصريًا لمزودي خدمة الإنترنت في المملكة المتحدة
- ltd.uk. - محجوز حصريًا للشركات ذات المسؤولية المحدودة في المملكة المتحدة؛ يجب أن يتوافق النطاق الفرعي مع الاسم المسجل للشركة
- plc.uk. - محجوز حصريًا للشركات البريطانية العامة المحدودة؛ يجب أن يتوافق النطاق الفرعي مع الاسم المسجل للشركة
- sch.uk. - محجوز حصريًا للمدارس الابتدائية والثانوية
- me.uk. - غير مقيد، مخصص للاستخدام الشخصي

### نطاقات المستوى الثاني التي تديرها منظمات أخرى
- mod.uk. - تديره وزارة الدفاع
- mil.uk. - تديره وزارة الدفاع

### شبه نطاقات المستوى الثاني
يتم استخدام ما يلي على نطاق واسع كنطاقات المستوى الثاني ولكن مسجلة مع نومينت كنطاقات المستوى الأعلى:
- تم استخدام gov.uk. من المستوى الثاني للوكالات الحكومية في المملكة المتحدة حتى عام 2012 عندما بدأ gov.uk العمل كمجال مستقل مسجل في نومينت.
- يتم استخدام ac.uk. بشكل شائع كمجال المستوى الثاني لمؤسسات التعليم والبحث في المملكة المتحدة، لكن ac.uk هو في الواقع نطاق مسجل لـ نومينت تحتفظ به JANET.

## روابط خارجية
- موقع نومينت UK الإلكتروني
- نوينتنيت
- نومينت Trust